# Barra do Turvo
Barra do Turvo é um município brasileiro do estado de São Paulo. Localiza-se a uma latitude 24º45'23" sul e a uma longitude 48º30'17" oeste, estando a uma altitude de 158 metros. Sua população conforme o Censo IBGE 2022 era de 6.876 habitantes. É conhecida regionalmente pelo turismo natural e de aventura.

## História
O povoamento na região do núcleo urbano foi noticiada inicialmente na metade do século XVII com a missão dos jesuítas em estabelecer catequeses. 
O colonização efetiva se deu por volta de 1852 como sendo uma plantação de milho e criação de porcos. Foi transformada em distrito em 1938, e se transformou em munícipio em 1964. 
A região era considerada de difícil acesso, o que não impediu o avanço da agricultura tendo como base o cultivo de feijão e o extrativismo dos palmitos da Jussara. É apontada que sua maior fartura ocorreu na década de 20, e que boa parte da produção primária era transformada e beneficiada já no próprio municipio.

### Formação territorial-administrativa
Histórico da formação do município:
- Distrito criado no município de Iporanga pelo Decreto nº 9.775, de 30/11/1938.
- Município criado pela Lei nº 8.092, de 28/02/1964.

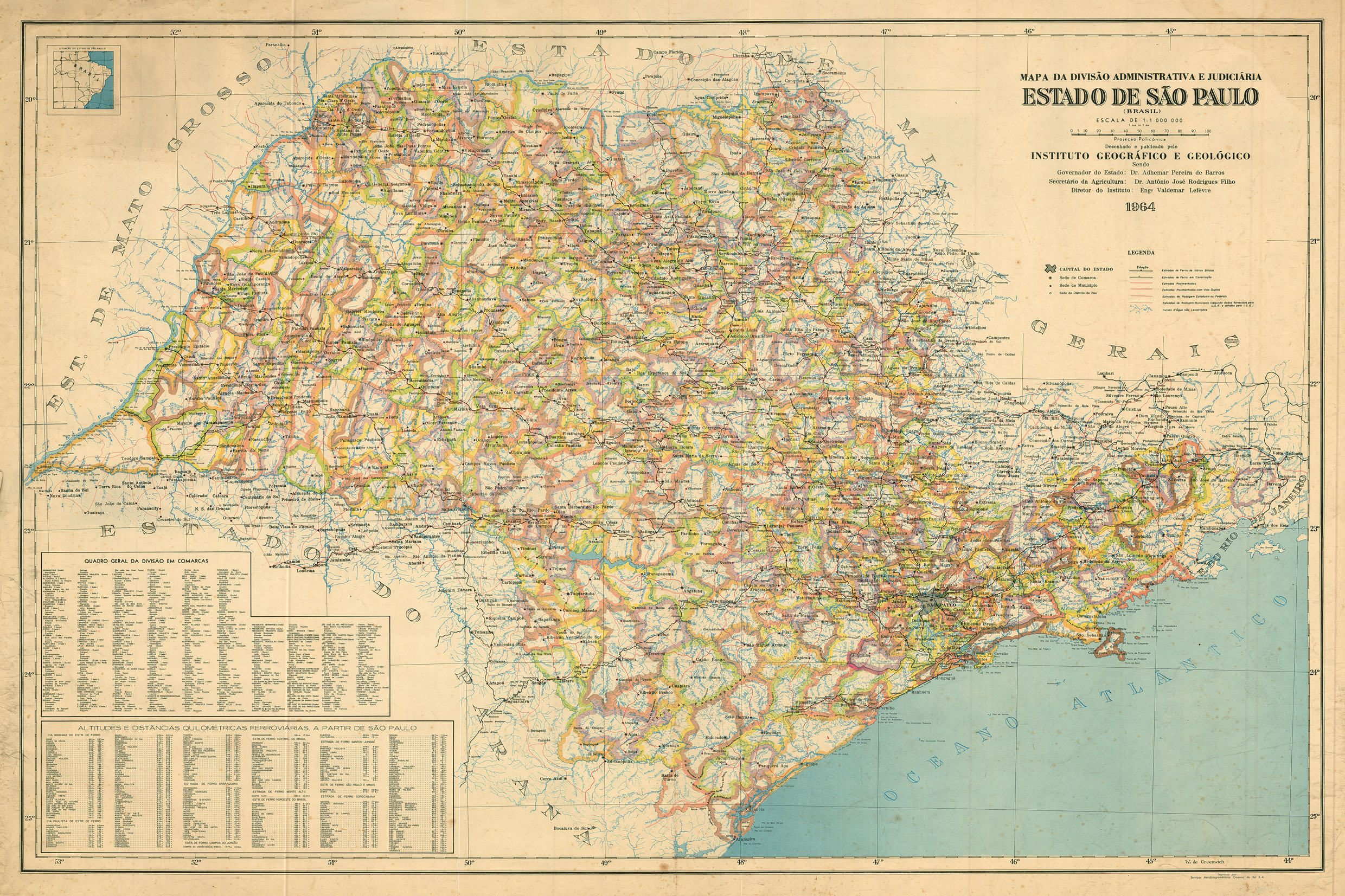
Estado de São Paulo (1964).

## Geografia
Situa-se na microrregião de Registro no Vale do Ribeira e é acessada por via rodoviária através da Estrada Municipal Barreiro, que realiza a ligação com a BR-116 - Rodovia Regis Bittencourt.
O núcleo urbano principal está situado na afluência do Rio Turvo com o Rio Pardo, que por vez desagua no Rio Ribeira de Iguape em cerca de 30km ao noroeste.
O terreno é considerado extremamente acidentado, e a paisagem atualmente é dominada por pastagens nos vales e baixo de encostas, agroflorestas nas encostas, e Mata Atlântica nos cumes e encostas. 

## Demografia

### População
| Crescimento populacional                             | Crescimento populacional | Crescimento populacional | Crescimento populacional |
| Ano                                                  | População Total          |                          | %±                       |
| ---------------------------------------------------- | ------------------------ | ------------------------ | ------------------------ |
| 1970                                                 | 3 980                    |                          | —                        |
| 1980                                                 | 4 882                    |                          | 22,7%                    |
| 1991                                                 | 7 124                    |                          | 45,9%                    |
| 2000                                                 | 8 108                    |                          | 13,8%                    |
| 2010                                                 | 7 729                    |                          | −4,7%                    |
| 2022                                                 | 6 876                    |                          | −11,0%                   |
| Est. 2024                                            | 6 922                    | [ 9 ]                    | 0,7%                     |
| Fontes: Censos Demográficos IBGE e Estimativas SEADE |                          |                          |                          |

## Política e administração
- Prefeito: Jefersson Luiz Martins (2021/2024)
- Vice-prefeito: José de Amorim Oliveira (Zé do Leite)

### Símbolos municipais

#### Brasão
O brasão de Barra do Turvo é um símbolo de Barra do Turvo. As armas foram garantidas ao município a 7 de dezembro de 1979, e são de criação do dr. Lauro Ribeiro Escobar, membro do Conselho Estadual de Honraria e Mérito. Os alimentos: arroz, feijão e milho representa a principal atividade do município.

## Infraestrutura

### Energia
A concessionária de energia elétrica que atende o município é a Neoenergia Elektro, antiga CESP.

### Saneamento
O serviço de abastecimento de água é feito pela Companhia de Saneamento Básico do Estado de São Paulo (SABESP).

### Comunicações
O sistema de telefones automáticos foi inaugurado na cidade em 1985 pela Telecomunicações de São Paulo (TELESP), que também implantou o sistema de discagem direta à distância (DDD) em 1988 com o código de área (0155). Anteriormente a cidade era atendida pela Companhia de Telecomunicações do Estado de São Paulo (COTESP).
Na década de 90 o código DDD da cidade foi alterado para (015), para padronização do sistema telefônico com a telefonia celular que estava sendo implantada em todo o estado.

## Religião
O Cristianismo se faz presente na cidade da seguinte forma:

### Igreja Católica
- A igreja faz parte da Diocese de Itapeva.[19]

### Igrejas Evangélicas
- Assembleia de Deus Ministério do Belém.[20][21]
- Congregação Cristã no Brasil.[22]